# Jüdischer Friedhof (Ichenhausen)

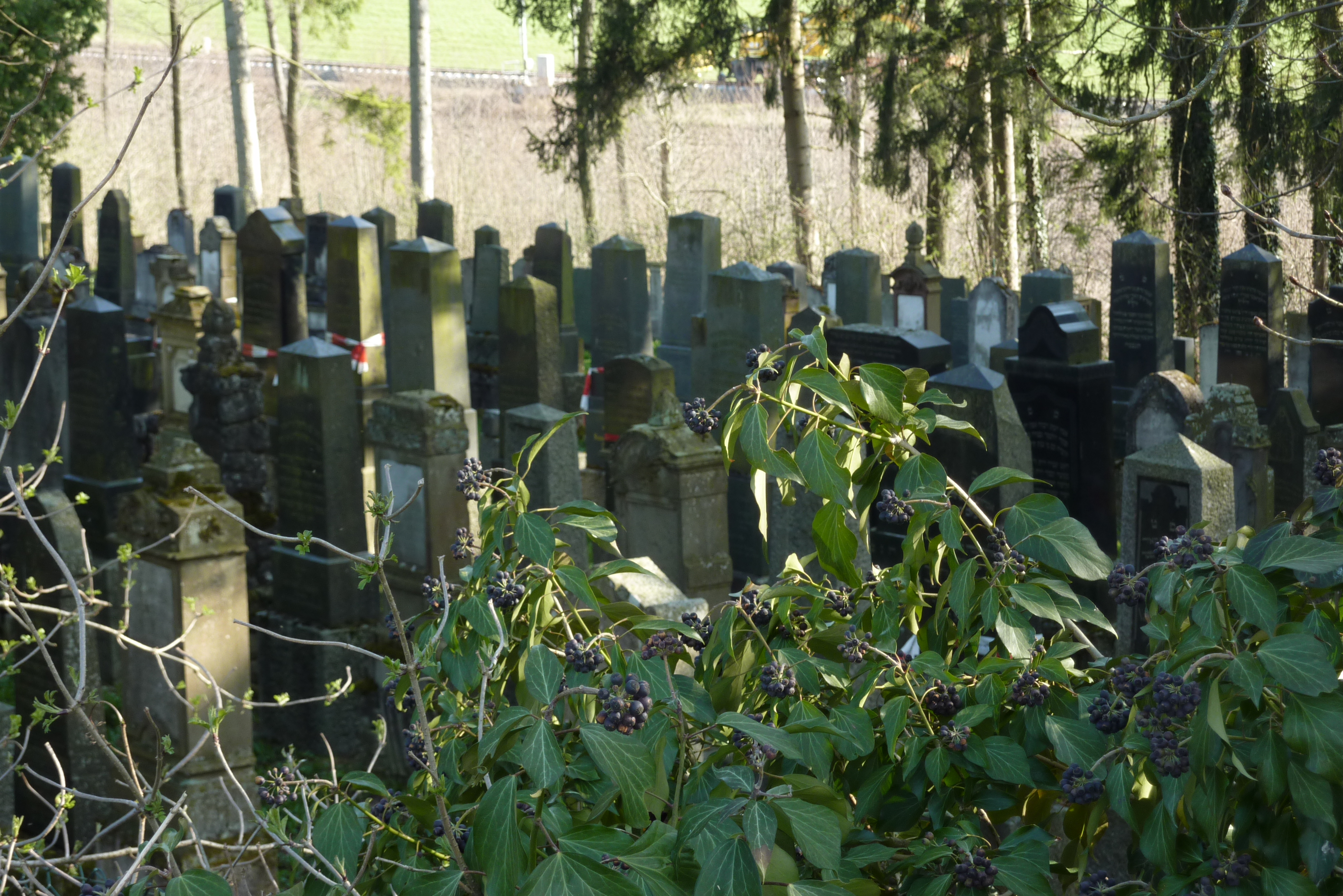
Jüdischer Friedhof in Ichenhausen

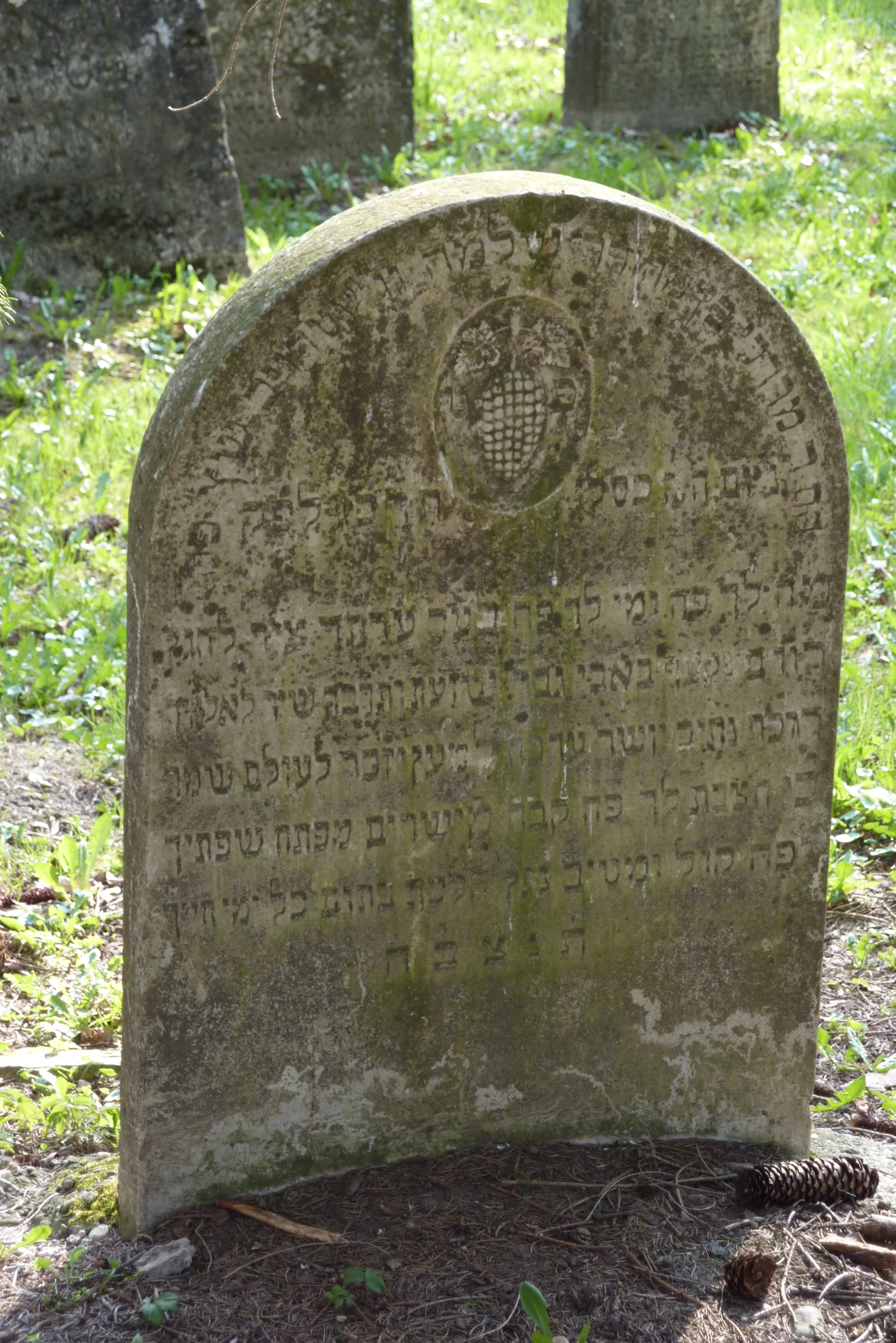
Grabstein auf dem jüdischen Friedhof in Ichenhausen

Der jüdische Friedhof in Ichenhausen, einer Stadt im schwäbischen Landkreis Günzburg in Bayern, ist ein geschütztes Baudenkmal. Er befindet sich südlich des Ortes an der Straße nach Krumbach.

## Geschichte
In den Jahren nach der ersten Aufnahme von Juden in Ichenhausen, ab 1536, wurden die Toten der jüdischen Gemeinde Ichenhausen auf dem heute nicht mehr vorhandenen jüdischen Friedhof in Burgau beigesetzt.
Im Jahr 1567 konnte ein eigener Friedhof errichtet werden, der mehrfach erweitert wurde und deshalb aus vier Teilen besteht. Auf dem 102,59 Ar großen Friedhof befinden sich heute noch etwa 1000 Grabsteine (Mazewot). Die Gesamtzahl der Beigesetzten wird auf 7000 bis 8000 geschätzt.

## Zeit des Nationalsozialismus
Während der Novemberpogrome 1938 wurde der Friedhof teilweise zerstört. Es wurden viele Grabsteine umgeworfen, die dadurch zerbrachen.
Hier wurden auch die 18 ungarischen jüdischen KZ-Opfer des KZ-Außenlagers Burgau bestattet.

## Taharahaus

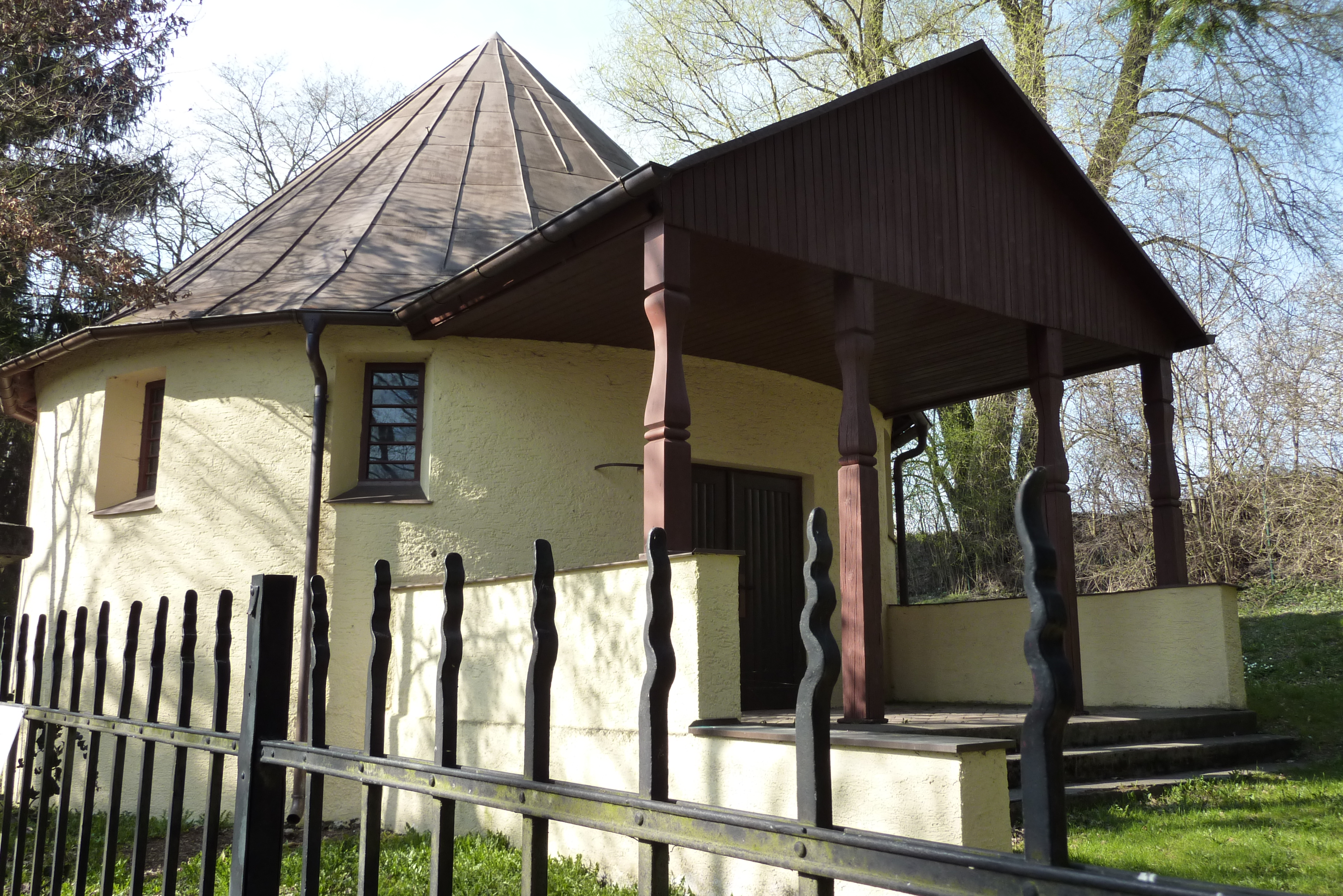
Taharahaus auf dem jüdischen Friedhof in Ichenhausen

Die 1934 erbaute Friedhofshalle mit einem angebauten Taharahaus ist ein Rundbau mit hölzernem Vordach und wurde vom Jüdischen Jugendverein Ichenhausen errichtet.